# Штамм Эймса
Штамм Эймса (англ. Ames strain) — распространенный штамм возбудителя сибирской язвы, выделенный от коровы в Техасе в 1981 году. Название «Эймс» относится к городу Эймс, штат Айова, но было ошибочно прикреплено к этому изоляту в 1981 году из-за путаницы с почтовой этикеткой на упаковке. Впервые исследованный в Медицинском научно-исследовательском институте инфекционных заболеваний армии США (USAMRIID) в Форт-Детрике, штат Мэриленд, штамм Эймса впоследствии был отправлен в шестнадцать биолабораторий в США, а также в три международных центра в Канаде, Швеции и Великобритании.